# اندیس آنومالی شاره
آنومالی شاره یک اندیس فلزی است که در حوالی شهر باشتین استان خراسان قرار دارد و مادهٔ معدنی موجود در آن، طلا است.سنگ میزبان این اندیس هارزبورژیت، سرپانتینیت، داسیت و آندزیت است  